# フェンダー (船舶)
フェンダーとは、船舶の分野においては、船体の舷側（側面）を保護するものを指す。「防舷物」「防舷材」ともいう。船を港に係留する時など、舷側が直接岸壁やさん橋や他の船に接触すると損傷するので、それを防ぐために用いる。

様々なフェンダー
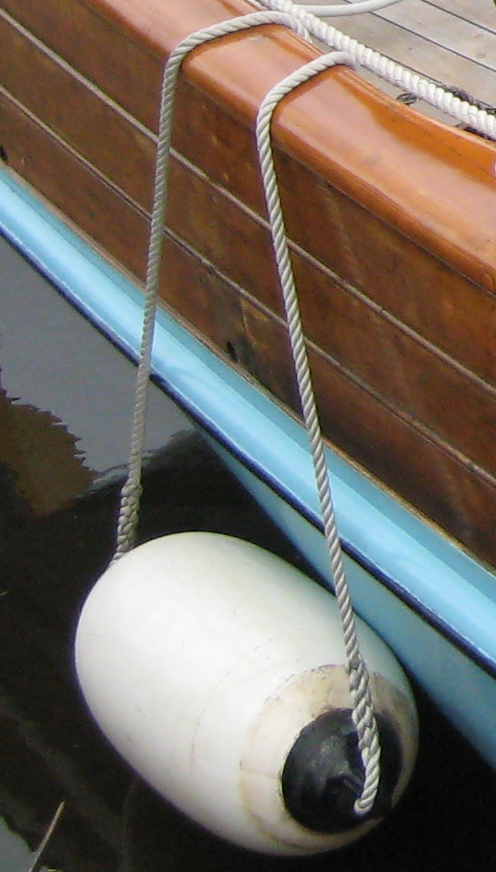
プレジャーボートに付けられたフェンダーの一例
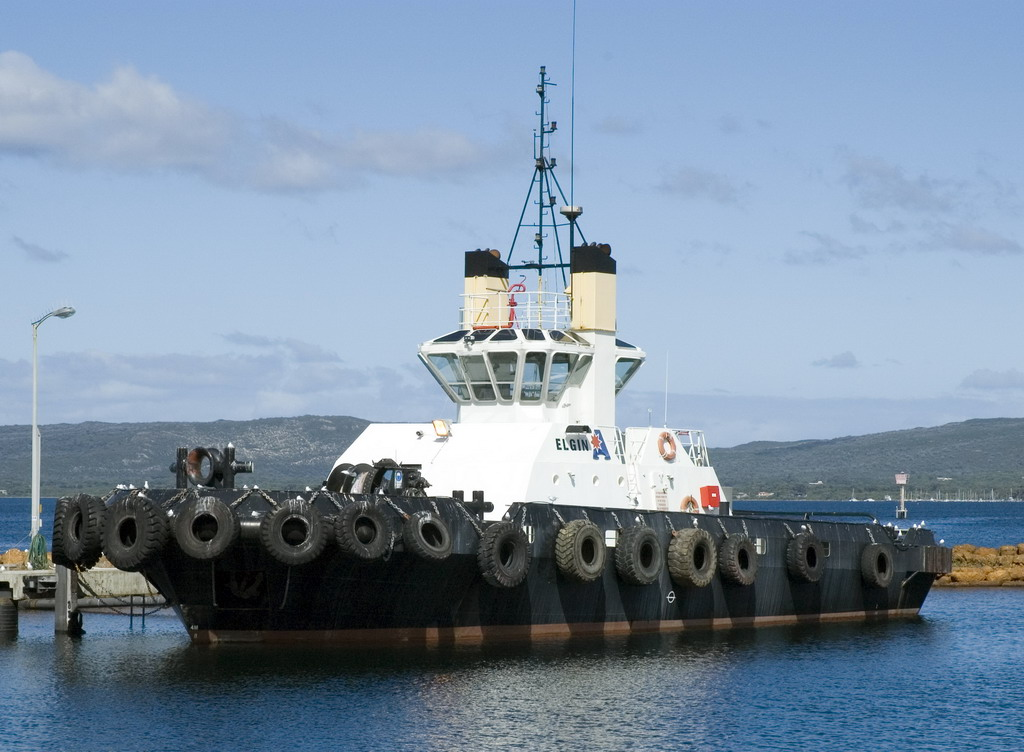
タグボートなど港湾で作業する船では古タイヤがフェンダーとして流用されていることも多い
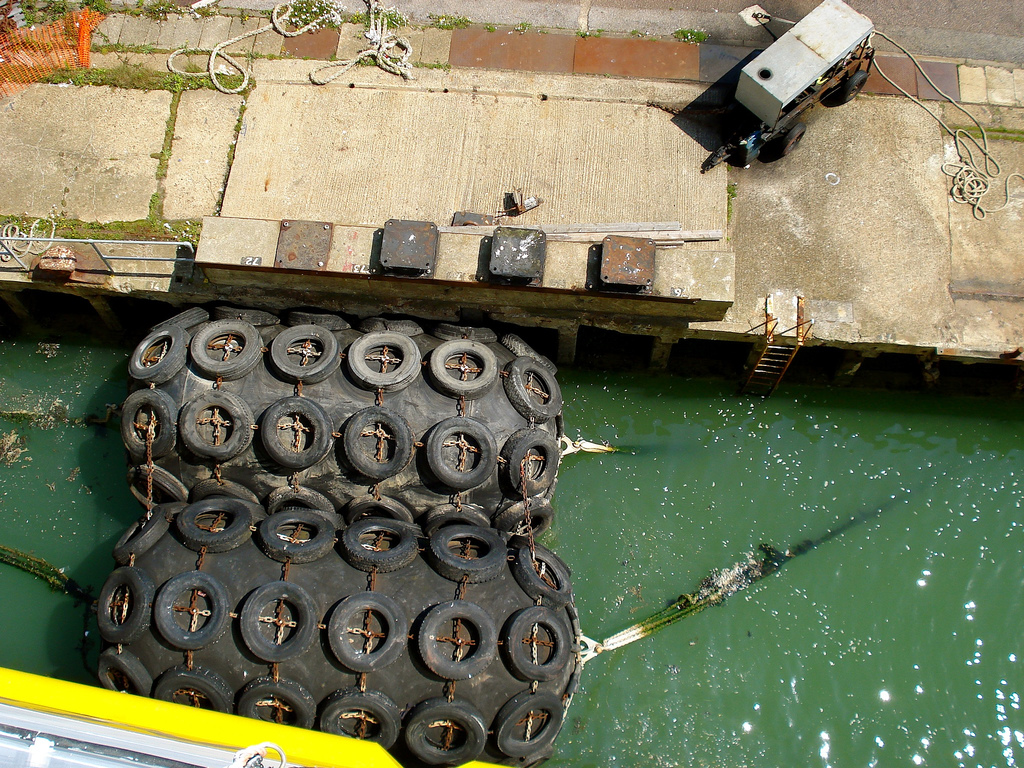
大型船のフェンダーの一例